# Farnell (motorfiets)
Farnell is een historisch merk van motorfietsen.
De bedrijfsnaam was: Albert Farnell, Bradford.
Farnell was een Engelse firma die in 1901 begon met de productie van motorfietsen. In die tijd stond de Britse motorfietsindustrie nog in de kinderschoenen en veel fabrikanten vielen terug op Belgische motoren, die een goede naam hadden en zelfs door Saroléa en Minerva in het Verenigd Koninkrijk werden geleverd. Farnell koos voor 2¾ pk-Minerva-motoren, maar in 1905 werd de productie al beëindigd.